# Vlková
Vlková é um município da Eslováquia, situado no distrito de Kežmarok, na região de Prešov. Tem 11,81 km² de área e sua população em 2018 foi estimada em 811 habitantes.

## Demografia
| Ano:        | 1994 | 2004   | 2014    | 2024    |
| ----------- | ---- | ------ | ------- | ------- |
| Broj ljudi: | 600  | 649    | 728     | 976     |
| Razlika:    |      | +8,16% | +12,17% | +34,06% |

| Ano:               | 2023 | 2024   |
| ------------------ | ---- | ------ |
| Número de pessoas: | 952  | 976    |
| Diferença:         |      | +2,52% |